# バリ海峡事件
バリ海峡事件 (英語: Bali Strait Incident) は、フランス革命戦争中の1797年1月28日に東南アジアのバリ海峡において、6隻のフランスのフリゲート艦隊と6隻のイギリス東インド会社(EIC)インディアマン艦隊が遭遇した事件。
当時フランス海軍は、イギリスが莫大な利益を上げていたインド・清交易路の遮断を試みていた。1796年、ピエール・セザール・シャルル・ド・セルシー海軍少将率いるフランスの大規模なフリゲート艦隊がインド洋に到着した。6月にはイギリス領セイロンで通商破壊作戦を行い、次いでマラッカ海峡への進出を試みたが、北スマトラのバンダアチェ沖で2隻のイギリス戦列艦に阻まれた（1796年9月9日の海戦）。セルシーは損傷艦の修理のため同盟国バタヴィア共和国（オランダ）領バタヴィア（現ジャカルタ）に入港した。
1797年1月にバタヴィアを出発したセルシーは東へ進路を取り、ジャワ島北岸のイギリス海軍の活動を妨害することにした。この地域ではイギリスのピーター・レーニア提督率いる護衛艦隊が、マラッカ海峡から西へ向かう4隻の船を護衛していた。しかしこれとは別にバリ海峡では、6隻のインディアマンが中国に向けて航行していた。1月28日、この船団はバリ海峡の入り口でセルシー艦隊と遭遇した。イギリス東インド会社のアルフレッド艦長ジェームズ・ファーカーソンは、逃げたとしてもすぐにフランス艦隊に沈められると判断し、はったりをかけることにした。彼は同僚艦隊を戦闘時の戦列のように並べ、自分たちが軽武装のインディアマンではなく、よく似た強力な戦列艦であるかのように見せかけた。
自らの艦隊を危険にさらさぬよう命じられていたセルシーは、相手が味方に勝る戦力を有していることを恐れ、撤退して戦闘を避けた。フランスのフリゲート艦フォルテが一時的に航行不能となったのにイギリス艦隊がそれを攻撃せず退いていくのを見て、セルシーはいったんは考え直しかけたが、結局完全に撤退する道を選んだ。彼が過ちに気づいたのは、フランス島 (現モーリシャス)の基地に帰った後だった。イギリス東インド会社艦隊は、フランス艦隊との遭遇の翌日にフローレス海で嵐により1隻が難破した以外は、一切被害を受けることなく黄埔の停泊地に帰還することができた。

## 背景
18世紀後半、東インド諸島貿易はイギリス経済にとって無くてはならない要素となっていた。イギリス東インド会社はインドのボンベイ、マドラス、カルカッタをはじめ数多くの拠点を持ち、この地域におけるイギリスの貿易を独占していた。その貿易の大部分を担ったのが、イースト・インディアマン（インディアマン）と呼ばれる大型商船だった。積載量は500トンから1200トン (bm)、さらに36門のカノン砲を積んでいた。その大きさと武装から戦列艦と間違われやすく、これを逆手にとって、塗装や偽砲により戦列艦と誤認させる手も使われた。しかしその見かけに反し、インディアマンの載せている大砲は同規模の戦艦と比べ軽量で、船員が少なく海軍艦のような訓練を行っていないこともあり（大部分はラスカー（インド人水夫））、敵のフリゲート艦や戦列艦と戦闘するほどの能力は持っていなかった。
イギリス東インド会社の活動の中で特に重要だったのが、年に一度、清の広東から出発する護衛船団だった。毎年多くのインディアマンが広東に集結し、インド洋から大西洋を抜けてブリテン島を目指したのである。「中国船団」(China Fleet)という通称で知られるこの護衛船団がイギリスにもたらす富は莫大なものだった。1804年の船団が輸送してきた貨物は、実に800万ポンド (2020年現在の900,000,000ポンドに相当)に上ったと記録されている。
1797年の時点で、イギリスとフランス革命政府は、フランス革命戦争の4年目に入ろうとしていた。ヨーロッパ各地で激しい戦闘が繰り広げられる中、ほぼイギリスの影響下におさまっている東インド諸島は比較的平穏だった。この地域におけるフランスの影響力は限定的で、フランス艦隊は断続的にアフリカ大陸の東方のフランス島（現モーリシャス）に断続的に封じ込められていた。東洋全域を管轄する東インド艦隊のピーター・レーニア海軍少将率いるイギリス海軍は、イギリス東インド会社の貿易保護を重視しつつ、フランスと同盟しているバタヴィア共和国（オランダ）の植民地を次々と占領した。1795年と1796年の間に、オランダ領セイロン、オランダ領ケープ植民地、オランダ領東インドが次々と征服された。さらにレーニアはマラッカ周辺で起きた現地勢力の蜂起を収拾した後、ここに小規模な軍勢を駐留させ、インド洋におけるイギリスの権益の保護を図った。
こうしたイギリスの活動に加え、フランス島住民が国民公会の奴隷制廃止命令に従おうとしない問題も一掃しようとしたフランスは、1796年前半にフリゲート艦隊を東インド諸島に向けてフリゲート艦隊を派遣した。ピエール・セザール・シャルル・ド・セルシー海軍少将率いるこの艦隊は、当初のフリゲート艦3隻に後から3隻が加わり、強力な機動艦隊を形成した。セルシーは7月にフランス島での反抗を鎮圧し、次いでセイロン島沿岸へ向かった。彼はこの地の防衛体制が整っていない港を攻撃しようとしたが、カルカッタにイギリス艦隊が停泊しているという偵察艦の誤報を信じて思いとどまった。さらに東へ向かったセルシーはペナンのジョージタウンを襲撃しようとしたが、9月9日にスマトラ沖でイギリス艦隊と遭遇し、撃退された（1796年9月9日の海戦）。その後セルシーはジャワ島のバタヴィア （現ジャカルタ）に入り、冬を越した。

## 遭遇
セルシーが東インド諸島にいることは、広東にあるイギリス東インド会社の委員会も認知していた。彼らと協力関係にある東インド艦隊のレーニアは、自身の旗艦で74門の砲を擁する戦列艦HMS サフォークとスループ艦スウィフトを率いてマカオを出発し、12月30日に4隻のインディアマンと2隻の地域貿易に従事している小さな「カントリーシップ」と出会った。レーニアは他の護衛船団が到着するのを待たず急いで帆を上げ、この商船団のマラッカ海峡通過を護衛した。1月中にペナンを経た船団は、2月13日にマドラスに到着した。マラッカ海峡は、フランス艦隊に急襲される危険が最も高い場所と考えられていたため、東インド会社委員会はレストック・ウィルソン（エクセター艦長）率いる後続の護衛船団に、より安全と思われるセプ海峡、アラス海峡、バリ海峡のいずれかを通るよう命じた。1797年1月1日、エクセターは珠江を出て、1月27日にはペナンにいた。
しかし結局、マラッカ海峡を通ったレーニアはセルシーと遭遇しなかった。セルシーはイギリス側の計画を察知し、方針を転換していた。1月4日にバタヴィアを出発したセルシーのフランス艦隊は、レーニアが引き返してくる恐れも念頭に置きつつ、注意深くジャワ海を航行してイギリスの中国船団を探した。1月28日、荒天の中バリ海峡を南下していたフランス艦隊は、前方に船の帆を目撃した。セルシーは直ちにフリゲート艦シベールの艦長ピエール・ジュリアン・トレホアールに、近づいてくる船を調べるよう命じた。
帆の主は、セイロン島のコロンボで集結し中国を目指していたインディアマン6隻の艦隊だった。これを率いるファーカーソンは、危険とされるマラッカ海峡を避けてバリ海峡まで来ていたのだが、逆にまっすぐフランスのフリゲート艦6隻の強力な艦隊にぶつかることになってしまった。ファーカーソンは、海戦では6隻のフリゲート艦に歯が立たないと理解していたため、自分たちの商船隊が戦列艦艦隊だとフランス艦隊に思い込ませるはったりをかけて、やり過ごそうと考えた。敵のフリゲート艦シベールが近づいてくると、ファーカーソンは2隻のインディアマンを前に出して接近させた。荒天で暗い中、トレホアールがインディアマン艦隊を見間違えることに賭けたのである。ファーカーソンはインディアマン艦アルフレッドにあったレーニアのブルー・エンサインを掲げ、他の船にもめいめいの軍艦旗を掲げるよう指示した[Note B]。
こうした偽装工作が功を奏し、トレホアールは引き返したうえでセルシーに向け、信号旗で"L'ennemi est supérieur aux forces Français" (「敵はフランスに力で勝っている」)と伝えた。セルシーは艦隊を方向転換させた。トレホアールは乗艦シベールを旗艦フォルテの近くに寄せて呼びかけ、イギリス艦隊は2隻の戦列艦と4隻のフリゲート艦で構成されている、と伝えた。フォルテは撤退の早い段階でトップマストを失い動きが鈍った。それでも優位にあるはずのイギリス艦隊が熱心に追いかけてこないのをセルシーも見ていたが、トレホアールの言葉を受けてセルシーは敵が勝っているという認識を固め、フランス艦隊に撤退を命じた。

### 戦闘序列
| 艦名 | 砲門数 | 艦長                       | コロンボ到着    | 黄埔到着     | 備考         |
| アルフレッド | 26     | ジェームズ・ファーカーソン | 1796年11月28日  | 1797年4月8日 | 旗艦         |
| ボダム | 32     | ジョージ・パルマー         | 1796年11月30日  | 1797年4月8日 |              |
| カントン | 26     | アベル・ヴィヴィアン       | 1796年11月29日  | 1797年4月9日 |              |
| オーシャン | 26     | アンドリュー・パットン     | 1796年12月7日   |              | 2月1日に難破 |
| トーントン・キャッスル | 36     | エドワード・スタッド       | 1796年12月9日   | 1797年4月8日 |              |
| ウッドフォード | 36     | チャールズ・レノックス     | 9 December 1796 | 6 April 1797 |              |
| Source: Biden 1830, p. 210, James, Vol.2 & 2002 [1837], p. 79, voyage records of the vessels, and letters of marque issued to the vessels. |        |                            |                 |              |              |

| ヴェルトゥ                                | 40 | 艦長 ジャン＝マルテ＝アドリアン・レルミット                                                   |                                         |
| セーヌ                                    | 38 | 艦長代理 ジュリアン＝ガブリエル・ビゴ                                                         |                                         |
| フォルテ                                  | 44 | 海軍少将 ピエール・セザール・シャルル・ド・セルシー 艦長 ユベール・ル・ループ・ド・ボーリュー | 旗艦 撤退中にメイン・トップマストを喪失 |
| シベール                                  | 40 | 艦長 ピエール・ジュリアン・トレホアール                                                       | 偵察艦、敵艦を誤認                      |
| レジェネレー                              | 40 | 艦長 ジャン＝バプティスト・フィリベール・ウィローム                                           |                                         |
| プルデンテ                                | 32 | 艦長 シャルル・レネ・マゴン・ド・メディーヌ                                                   |                                         |
| Source: James, Vol.2 & 2002 [1837], p. 79 |    |                                                                                               |                                         |

## その後
海峡の障害が取り除かれたことで、ファーカーソンらはジャワ海に出ることができた。しかしバリ海峡事件の翌日、東インド会社艦隊は嵐にあい、オーシャン号が小スンダ諸島のパラウ・カラオトアの岩礁で難破した。退避時に乗組員のうち3人が溺死し、2月15日に7人が地元のマカッサル族の襲撃を受け殺された。生存者は3日後にプロア船を雇って脱出し、2月28日にアンボンに到着した。一方残る5隻のインディアマンは4月6日から9日にかけて中国の黄埔島に到着し、交易品を積み込むことができた。
この艦隊が中国からイギリスへ帰る際もまた嵐が襲い、トーントン・キャッスル号が損傷を受け、1797年9月16日までアンボンに停泊した。この際にオーシャン号の生存者を載せ、トーントン・キャッスル号は1798年2月にヤーマスに帰国したが、既に回復不能の状態になっていた。東インド会社はファーカーソンに謝意を示し、謝礼金500ギニーを贈った。
セルシーはフランス島の基地へ帰還したが、そこでようやく自身がバリ海峡でとんでもない好機を逃していたことを知った。セルシーの艦隊は大規模な改修が必要だったが、フランス島は未だに奴隷制廃止への反抗を続けており、セルシー艦隊に水夫や食料を提供することを拒否した。結局セルシーは艦隊を解散せざるを得なくなり、フリゲート艦4隻をフランス本国へ送った。バリ海峡事件から7年後、ナポレオン戦争初期の1804年、ふたたびフランス艦隊がアジアに来航し、より大規模なイギリス東インド会社の中国船団と遭遇するプロ・アウラの海戦が起きた。なお1797年にも、東インド会社のナサニエル・ダンスがフランス海軍の提督を騙して自分の艦隊に戦艦が紛れていると思い込ませ、多少の砲火を交えたあとに撤退させることに成功している。